# Ànec sud-africà
L'ànec sud-africà (Tadorna cana) és una espècie d'ànec, per tant un ocell aquàtic de la família dels anàtids (Anatidae), pròxim als ànecs blanc i canyella d'Europa. Amb aspecte d'oca i color general del plomatge marró-rogenc, és pràcticament idèntic a l'ànec canyella (Tadorna ferruginea) si no fos pel cap de color completament gris dels mascles i gris amb la part anterior blanca de les femelles. Fa 61 – 66 cm de llargària i té ales amb bandes de color negre, blanc i verd. Habita en llacs i rius en zones obertes d'Àfrica del Sud i Namíbia. Principalment sedentari, durant l'hivern austral molts es desplacen cap al nord-est, per realitzar la muda. S'alimenten principalment de vegetals com ara fulles tendres, brots i llavors, de vegades poden menjar algues. També poden menjar larves d'insectes i crustacis. Nia als caus abandonats d'alguns mamífers, sobretot dels porcs formiguers (Orycteropus afer), que sovint estan lluny de l'aigua. Ponen 10 – 14 ous que coven durant uns 30 dies